# باشگاه ورزشی تی‌اوتی
باشگاه ورزشی تی‌اوتی یک باشگاه فوتبال منحل شده تایلندی است که در منطقه لاک سی در شمال بانکوک مستقر است و نماینده شرکت ملی مخابرات، شرکت سهامی عام تی‌اوتی، می‌باشد. تی‌اوتیدر اصل مخفف سازمان تلفن تایلند است، نام سابق این شرکت در آن زمان قبل از خصوصی‌سازی. تیم فوتبال تی‌اوتیعضو فدراسیون فوتبال تایلند و از بنیانگذاران لیگ برتر تایلند است. تی‌اوتیدر سال ۲۰۱۶ منحل شد.